# Морфізм
Морфізм — структурозберігальне відображення між двома математичними структурами.
Тобто, відображення між множинами що зберігає структури (так що структури визначені для першої множини відображаються на еквівалентні структури в другій множині).
Частковими випадками морфізму є:
- гомоморфізм — зберігає алгебраїчні структури;
- гомеоморфізм — зберігає топологічні структури;
- дифеоморфізм — зберігає диференціальні структури.

Наприклад:
- в теорії множин морфізмами є функції,
- в лінійній алгебрі — лінійні оператори,
- в теорії груп — гомоморфізм груп,
- в топології — неперервні функції.

## Теорія категорій
Морфізм — основне поняття теорії категорії, яка не розглядає природу конкретних математичних структур. А вивчає категорії (об'єктів, математичних структур) за допомогою комутативних діаграм (в яких морфізми зображаються стрілками).
Для морфізмів виконуються дві аксіоми:
- Існування одиниці: для довільного об'єкта X існує морфізм idX : X → X називається тотожний морфізм на X, такий, що для кожного f : A → B отримаємо idB o f = f = f o idA.
- Асоціативність: h o (g o f) = (h o g) o f щодо операції композиції.

### Ізоморфізм, ендоморфізм, автоморфізм
Морфізм {\displaystyle f\in \mathrm {Hom} (A,B)} називається ізоморфізмом, якщо існує такий морфізм {\displaystyle g\in \mathrm {Hom} (B,A)}, що {\displaystyle g\circ f=id_{A}} та {\displaystyle f\circ g=id_{B}}. Два об'єкти, між якими існує ізоморфізм, називаються ізоморфними. Зокрема, тотожний морфізм є ізоморфізмом, тому будь-який об'єкт ізоморфний сам собі.
Морфізми, в яких початок і кінець збігаються, називають ендоморфізмами. Безліч ендоморфізмів {\displaystyle \ \mathrm {End} (A)=\mathrm {Hom} (A,A)} є моноїдом щодо операції композиції з одиничним елементом {\displaystyle \ id_{A}}.
Ендоморфізми, які одночасно є ізоморфізмами, називаються автоморфізмами. Автоморфізми будь-якого об'єкта утворюють групу автоморфізмів {\displaystyle \ \mathrm {Aut} (A)} по композиції.

### Мономорфізм, епіморфізм, біморфізм
Мономорфізм — це морфізм {\displaystyle f\in \mathrm {Hom} (A,B)} такий, що для будь-яких {\displaystyle g_{1},g_{2}\in \mathrm {Hom} (X,A)} з {\displaystyle f\circ g_{1}=f\circ g_{2}} випливає, що {\displaystyle \ g_{1}=g_{2}}.
Композиція мономорфізмів є мономорфізмом.
Епіморфізм — це такий морфізм, що для будь-яких {\displaystyle g_{1},g_{2}\in \mathrm {Hom} (B,X)} з {\displaystyle g_{1}\circ f=g_{2}\circ f} слідує {\displaystyle \ g_{1}=g_{2}}.
Біморфізм — це морфізм, що є одночасно мономорфізмом і епіморфізмом. Будь-який ізоморфізм є біморфізмом, але не будь-який біморфізм є ізоморфізмом.
Мономорфізм, епіморфізм і біморфізм є узагальненнями понять ін'єктивного, сюр'єктивного і бієктивного відображення відповідно. Будь-який ізоморфізм є мономорфізмом і епіморфізмом, зворотне, взагалі кажучи, вірно не для всіх категорій.